# Callahan County
Callahan County je okres ve státě Texas v USA. K roku 2010 zde žilo 13 544 obyvatel. Správním městem okresu je Baird. Celková rozloha okresu činí 2 334 km².